# 莫伊·貝格
莫伊·貝格（Morris "Moe" Berg，1902年3月2日生於紐約市--1972年5月29日卒於紐澤西州貝爾維爾市）是一位美國職業棒球員，而後於二戰期間在戰略行政部門（Office of Strategic Services，簡稱OSS，為中央情報局的前身）當一位間諜。雖然他在MLB度過了15個球季，莫伊·貝格的成績卻從未優於一般普通合格球員。比起他在球場的表現，相形之下更為人所知的是其「棒球界最聰明的人」 此讚譽。貝格家族從未是虔誠篤信的，身為一位猶太人，莫伊像是20世紀中葉美國的一名外來客。凱西·史坦哥（Casey Stengel）曾經描述莫伊·貝格為「棒球界最奇特的人。」
作為一位普林斯頓大學和哥倫比亞法學院的畢業生，莫伊·貝格可以說數種語言，另外每天讀10來份報紙。他在廣播測驗節目 「請回答?」（Information, Please!）中優異的表現使他聲名大噪。貝格回答了有關於希臘和拉丁字彙詞的衍生和名字的來歷種種問題，還有歐洲和遠東的歷史事件，以及當時進行的國際會議。
身為美國政府的特務，貝格為了獲取一些政府考慮資助的反抗團體情報，而旅行至南斯拉夫。隨後一份命令將他派遣至義大利，探訪各領域的物理學家有關於德國的核子計劃。在戰爭之後，貝格由OSS的後繼單位 中央情報局間或聘雇，但在1950年代中期是處於失業狀態。在他度過的最後二十年生命裡是沒有工作的，分別與不同的親人同居。

## 為美國政府偵察
在日本軍於1941年12月7日偷襲珍珠港後，美國被迫加了入第二次世界大戰。為了戰事盡份心力，貝格於1942年1月5日在納爾遜·洛克斐勒的美國事理部門（Office of Inter-American Affairs）任職。九天後，他的父親伯納·貝格（Bernard Berg）去世。1942年的夏天期間，貝格為美軍情報官員偵查拍攝、測量東京灣的英呎長度。這短片或許幫助了吉米·杜立特中校計劃他著名的杜立德空襲。
在1943年8月2日，貝格在戰略行政部門任職，薪資一年3,800美金。9月，被分配至 OSS的機密情報分部以及在OSS巴爾幹辦公室得到了一個職位。對此任務，他跳傘進入南斯拉夫評估各類型反納粹的抵抗團體，以確定其中何者是最有規模的。他與Draža Mihailović還有約瑟普·布羅茲·狄托兩人分別商談以及探討他們的戰力，選定約瑟普·布羅茲·狄托是較佳的支持對象。
他的評估協助分派各個團體的援助多寡。1943年末，貝格被指配至OSS主管John Shaheen企劃的「Larson行動」：目的是綁架義境外的義籍火箭飛彈專家帶入美國。然而，在Larson行動內有一個隱藏計畫；名為AZUSA。目標是探訪義大利物理學家，看他們知道對於海森堡和魏茨澤克的研究有什麼內情。
自5月到12月中旬，Berg在歐洲各地探訪物理學家們；並設法說服其離開歐洲到美國研究。12月初，OSS獲知海森堡將在瑞士蘇黎士演講的消息，貝格則被指派參與聽講的任務；並且判定「海森堡的演說內容中是否使他確信德國已經接近完成核彈。」如果貝格得出此結論，他被授權命令槍殺海森堡；然而貝格確定答案是否定的。在他處於瑞士期間，貝格變成物理學家保羅·謝爾（Paul Scherrer）的好友。Berg在1945年4月25日返美，8月向OSS的後者─戰略行政單位（Strategic Services Unit）請辭。他在10月10日被授予了總統自由勳章（Presidential Medal of Freedom），但他在12月2日婉拒此殊榮。後來他的姐妹於其亡故後，做為貝格的代表人接受了獎章。
在貝格結束球員生涯後，於1940、1941年擔任波士頓紅襪隊教練一職。

## 遺產
2016年4月，宣布美國演員保羅·活特將會在傳記電影《捕手間諜》中飾演貝格，該電影是改編自Nicholas Dawidoff的1994年傳記書《The Catcher Was A Spy: The Mysterious Life of Moe Berg》。該片由班·李文執導，於2018年1月19日在2018年辛丹斯電影節上進行世界首映。
在傳記電視劇《世紀天才》（2017年）的第一季中，講述阿爾伯特·愛因斯坦的故事，貝格在第9集中出現，由亞當·加西亞飾演。